# Lucien Gaudin
Lucien Gaudin, né le 27 septembre 1886 à Arras (Pas-de-Calais) et mort le 23 septembre 1934 dans le 17e arrondissement de Paris (Seine), est un escrimeur français, pratiquant l'épée et fleuret.
Considéré comme le meilleur représentant de l'escrime française avant la Première Guerre mondiale, Lucien Gaudin est longtemps privé des Jeux olympiques pour de multiples raisons. Le sportif français participe pour la première fois aux Jeux en 1920 où il remporte la médaille d'argent en fleuret par équipe. Quatre ans plus tard, lors des Jeux de Paris, il remporte deux titres olympiques lors des compétitions par équipes du fleuret et de l'épée. En 1928, Gaudin est doublement sacré en individuel, au fleuret et à l'épée, lors des Jeux d'Amsterdam. Il y complète son palmarès avec une médaille d'argent dans la compétition par équipes de fleuret.

## Biographie

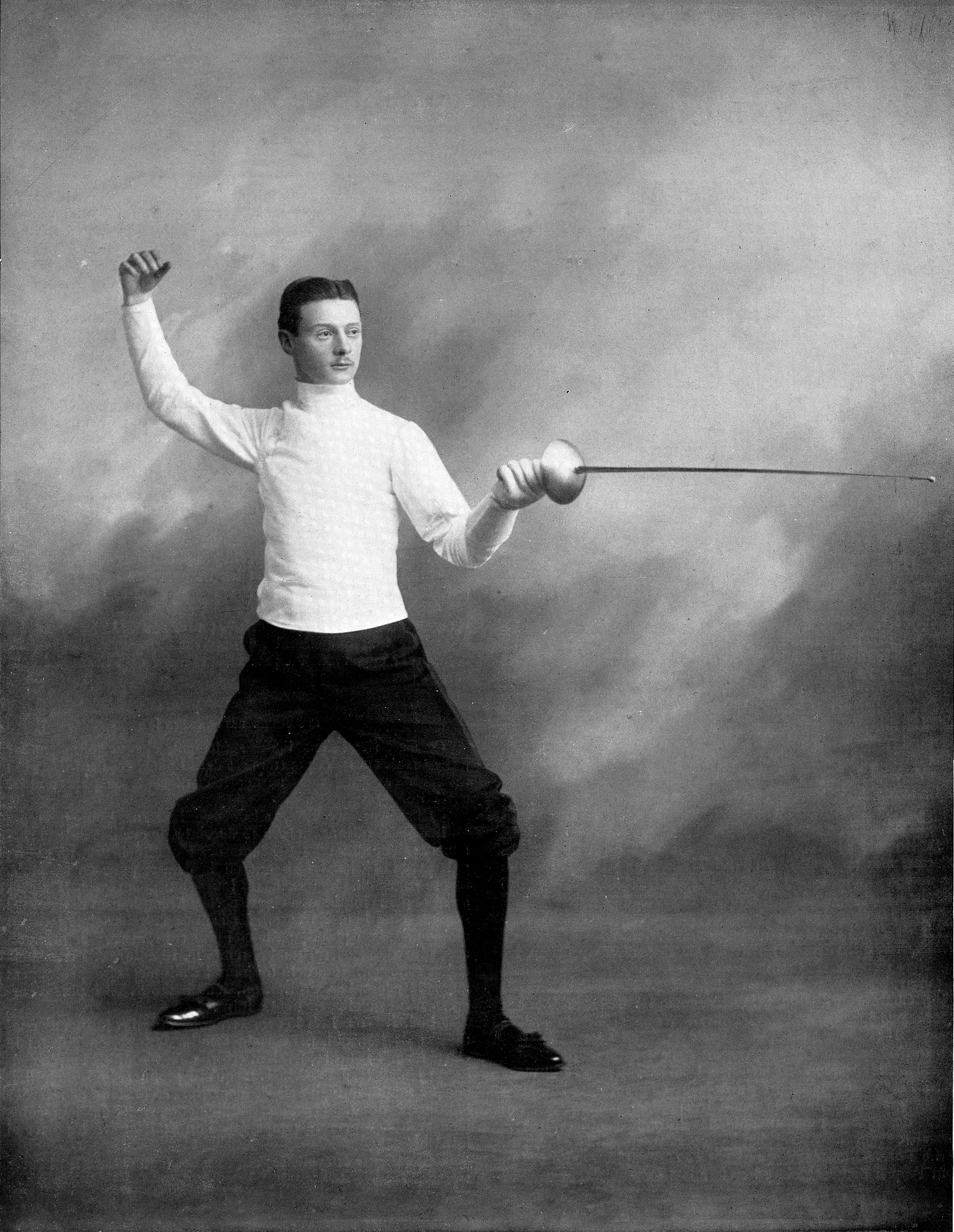
Lucien Gaudin, vainqueur du Championnat international 1905.

Lucien Alphonse Paul Gaudin, né à Arras, est le fils de Pierre Alfred Gaudin, militaire, et de Marthe Julie Camille Renaudot. Le père, qui pratique l'escrime, initie son fils à cet art et à d'autres sports, comme l'équitation, la natation et le tennis. Lucien Gaudin grandit à Paris où il est scolarisé au lycée Carnot, où son maître d'arme est  Carrichon. Ses maîtres d'armes seront ensuite Louis puis Lucien Mérignac à l’A.C.F.
Champion de France amateur de fleuret en 1904, il remporte l'année suivante, à dix-huit ans, le championnat international, nom du championnat du monde.
Alors au service militaire, il ne peut participer aux Jeux olympiques de 1908 à Londres. 
Un boycott des Français lors des Jeux olympiques de 1912 de Stockholm le prive une nouvelle fois de pouvoir participer aux Jeux. Durant la période de 1905 à 1914, il remporte chaque année le titre de champion de France d'épée.
Après avoir remporté la première compétition d'escrime de l'après-guerre, il est désigné « champion hors classe » par la Fédération internationale.
C'est finalement lors de l'édition de 1920 à Anvers qu'il fait ses débuts aux Jeux olympiques d'été. Sa première épreuve est la compétition du fleuret par équipes. Lors de la rencontre contre l'Italie, il s'incline à la surprise générale face à Aldo Nadi sur le score de 3 à 1. Gaudin remporte tous ses combats face aux autres Italiens, mais la France ne remporte que la médaille d'argent. Gaudin doit ensuite rester au lit cinq jours et déclarer forfait pour le concours individuel : lors des qualifications de la compétition par équipes, il s'est retourné l'orteil gauche et il a disputé la finale avec cette blessure.
L'année suivante, il remporte la première édition des Championnats d'Europe d'escrime en épée, compétition disputée à Paris. En 1922, un match exhibition désigné sous le terme de « match du siècle » l'oppose à Aldo Nadi, match qu'il remporte sur le score de 20 à 11. Il donne la prime de 40 000 francs pour cette rencontre à sa fédération, ne risquant ainsi pas une suspension pour professionnalisme.
Les Jeux olympiques de 1924 à Paris commencent pour Gaudin par la compétition de fleuret par équipes. Quatre nations se disputent la victoire en poule finale, la Belgique, la Hongrie, l'Italie et la France. Lors de la rencontre opposant ces deux dernières, un problème survient lors du match entre Gaudin et Aldo Boni : à 4 partout, une touche est accordée sur une attaque du Français alors qu'une parade-riposte de l'Italien semblait l'avoir précédée. L'équipe italienne quitte alors la piste.
il remporte les 22 matchs qu'il dispute, pour un bilan de 110 touches données contre 21 concédées. La France remporte la poule finale devant la Belgique et la Hongrie. Mais une névrite lui paralyse la main gauche et l'oblige à déclarer forfait le lendemain pour la compétition individuelle en fleuret. Il participe toutefois à la compétition par équipes de l'épée. Lors de la rencontre face aux Italiens, le score est de huit victoires partout, la décision se faisant au nombre de touches où la France s'impose 21 à 20, remportant ainsi le titre olympique, devant la Belgique et l'Italie. Gaudin déclare de nouveau forfait pour l'individuelle.
Lors de ses débuts lors des Jeux olympiques de 1928 à Amsterdam, il remporte la médaille d'argent du fleuret par équipes, épreuve remportée par l'Italie. Lors du tournoi de fleuret individuel, il remporte ses sept premiers combats de la poule finale avant de subir un KO face à l'Allemand Erwin Casmir qui remporte ce match. Trois fleurettistes doivent disputer un barrage : Gaudin, Casimir et l'Italien Giulio Gaudini. Gaudin bat l'Allemand sur le score de 5 à 3, puis alors qu'il est mené 4 à 2, après avoir de lui-même déjugé l'arbitre en accordant une touche à son adversaire, il remporte la rencontre sur le score de 5 à 4. Il ne participe pas à la compétition par équipes en épée mais fait son retour pour le tournoi individuel où il domine pour remporter son deuxième titre individuel. Il devient ainsi le deuxième escrimeur, après le Cubain Ramón Fonst à remporter les titres individuels du fleuret et de l'épée lors de la même compétition olympique.
Banquier de profession, il utilise durant sa carrière sa fortune pour pouvoir s'entraîner. Ruiné, il se suicide six ans après ses titres d'Amsterdam à l'âge de 47 ans le 23 septembre 1934 dans le 17e arrondissement de Paris.
Il est honoré en faisant partie de la promotion 1994 des « Gloire du sport ».

## Palmarès

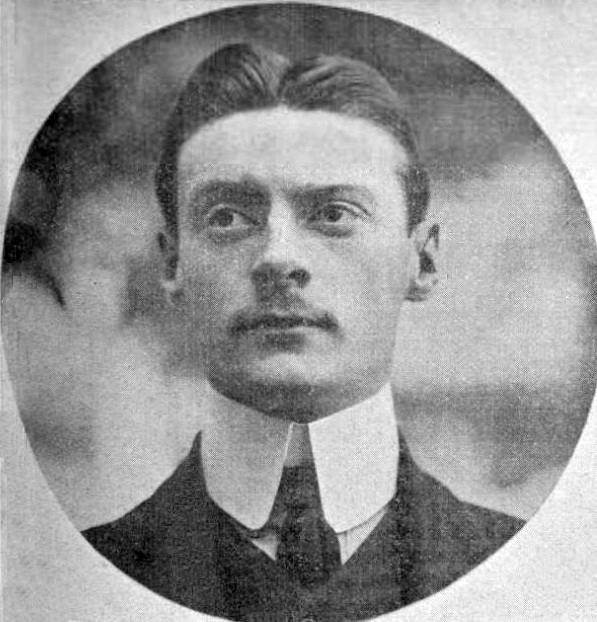
Lucien Gaudin en 1906.

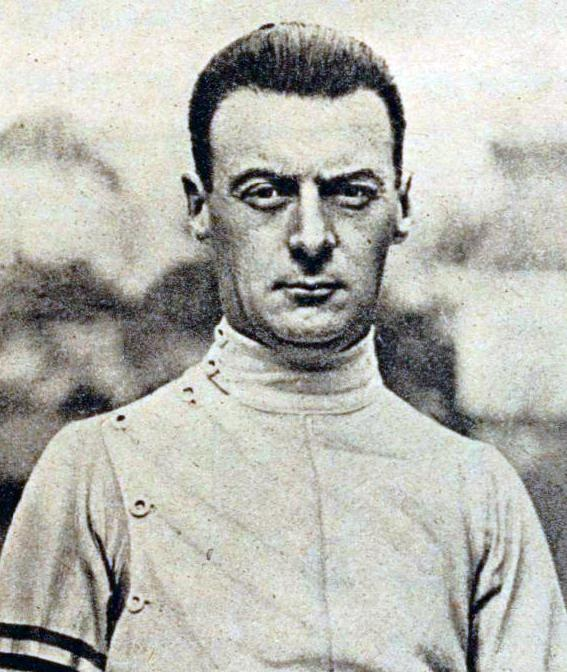
Lucien Gaudin en 1923.

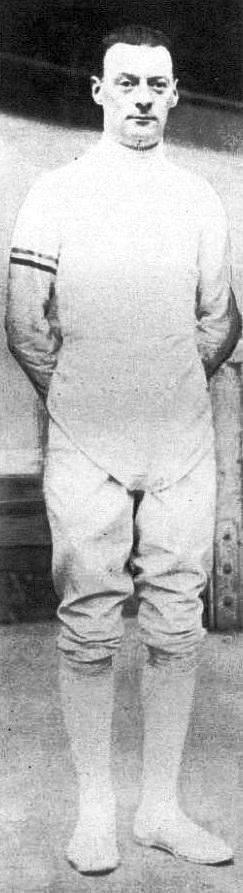
Lucien Gaudin, en 1924, aux JO de Paris.

Lucien Gaudin est le premier Français, avant l'autre fleurettiste Christian d'Oriola puis le biathlète Martin Fourcade, à remporter quatre médailles d'or aux jeux olympiques. Ce dernier, avec cinq médailles d'or, et deux d'argent, est le Français le plus titré. Il devance Gaudin et Christian d'Oriola, quatre titres et deux médailles d'argent, les deux fleurettistes  Philippe Cattiau et Roger Ducret détenant toutefois le record français en nombre de médailles olympiques, trois d'or, quatre d'argent et une de bronze.
- Jeux olympiques d'été
  -  Médaille d'or en épée par équipe en 1924
  -  Médaille d'or en fleuret par équipe en 1924
  -  Médaille d'or en épée individuelle en 1928
  -  Médaille d'or en fleuret individuel en 1928
  -  Médaille d'argent en fleuret par équipe en 1920
  -  Médaille d'argent en fleuret par équipes en 1928
- Championnats du monde d'escrime
  -  Médaille d'or en 1905 (titre exact : « Champion international »)
  -  Médaille d'or en 1918 (titre exact : « Champion international »)
- Championnats d'Europe d'escrime
  -  Champion d'Europe d'épée en 1921 (1re édition)
- Championnats de France d'escrime
  - Champion de France de fleuret de 1906 à 1914 (neuf titres nationaux consécutifs)
  - Champion de France amateur de fleuret en 1904
  - Champion de France scolaire en 1903
- 2° Coupe Internationale de Barcelone
  - en 1907 (tournoi par équipes de quatre amateurs, avec Olivier, Dilon-Kavanah et Bernard Gravier)[13]
- Grande semaine des armes de combat (8 victoires diverses, entre 1905 et 1913)
  - Vainqueur du tournoi en 1905 (jardin des Tuileries)[14]
- Grande semaine des armes de combat
  - troisième du championnat individuel d'épée 1906 (mai)
  - Vainqueur du tournoi par équipes 1906 (avec Alibert, Jean Sern, Dillon-Cavanagh, Collignon, Willy et Sulzbacher)
- Grande semaine des armes de combat
  - Vainqueur du tournoi à l'épée par équipes 1907 (juin, avec Olivier, Peigner et Bernard Gravier)[15]
- Grande semaine des armes de combat
  - Vainqueur du tournoi individuel à l'épée, le jeudi 29 juillet 1909 (exceptionnellement organisé à Vittel, 2e Dodivers)[16]
- Grande semaine des armes de combat
  - Vainqueur avec l'équipe de France en 1910 de l'équipe de Belgique (associé à Armand Massard, Lippmann, Gravier, Alibert et Poupar)[17]
- Grande semaine des armes (organisée par la Fédération Parisienne d'Épée (F.P.E.))
  - Membre de l'équipe de Paris, victorieuse de celle de Province en 1911 (juin, gagnant individuel Bernard Gravier, et meilleur par équipe Armand Massard[18])
- Grande semaine des armes de combat
  - Poule des Champions en 1912 (mai)[19]
- Grande semaine des armes de combat
  - Critérium des Champions (Poule des Champions) en 1913 (mai)[20]

(nota bene : en mai 1914, Gaudin est absent pour la dernière édition de la « Grand semaine d'escrime », organisée par la F.P.E. Le Champion des Champions est Armand Massard, le vainqueur à l'épée amateur Roger Ducret, et de Eynde au sabre. Après guerre, la « Grande semaine des armes de combat » sera remplacée du 6 au  10 juillet 1919 par un « Challenge de la Victoire » -comme il y en eut dans d'autres sports-, organisé au lycée Carnot par la Fédération Parisienne d'Escrimeurs, désormais)
- Tournoi international d'Ostende en août 1912 (avec l'équipe de France Carrère, Peronnin, Cornereau et Sdilon, dont il est le capitaine)[24]